# Malzfabrik Reinicke & Co.

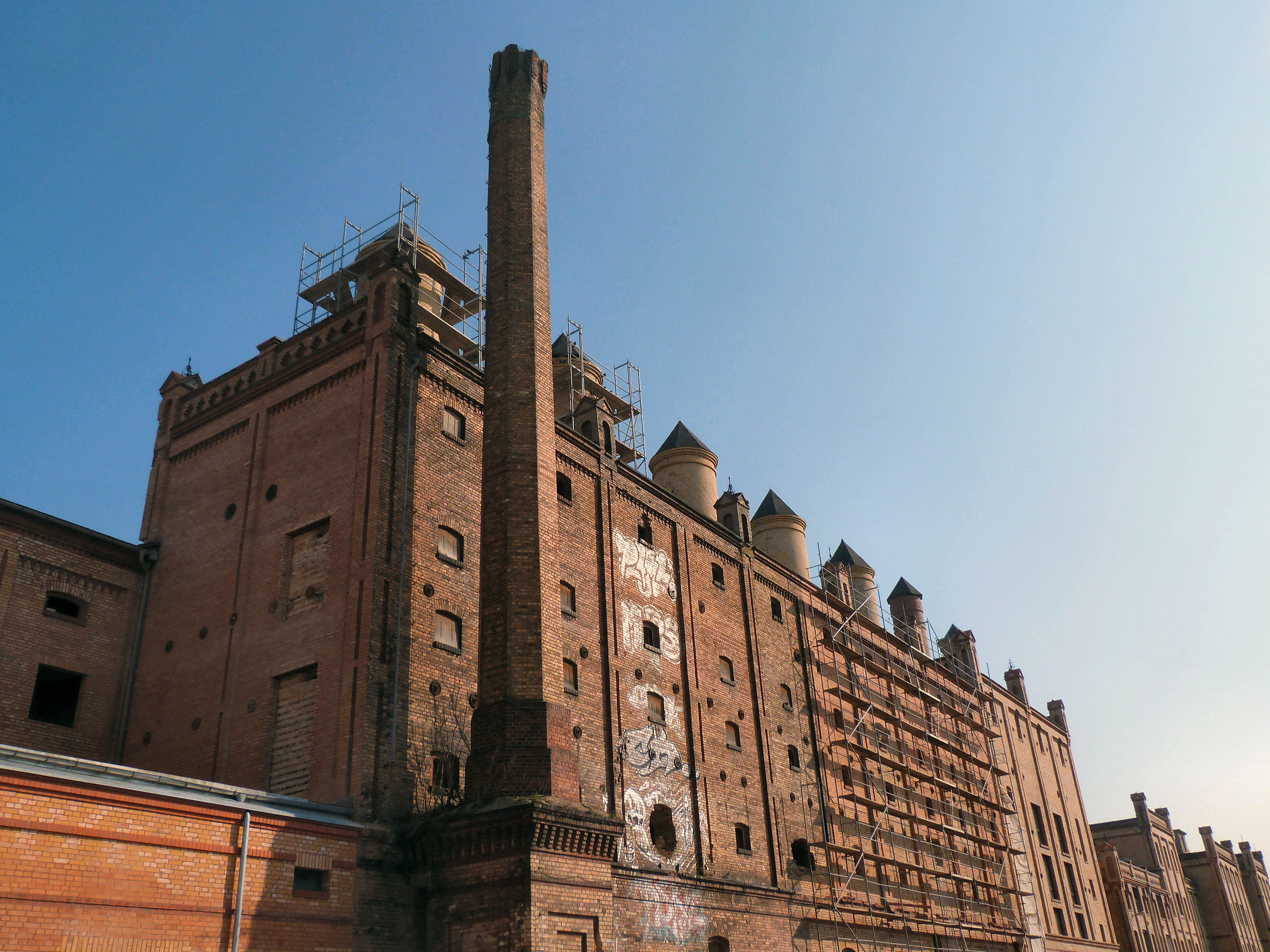
Malzfabrik Reinicke & Co., 2016

Die ehemalige Malzfabrik Reinicke & Co. ist ein Kulturdenkmal in Halle (Saale).

## Geschichte
Die Mälzerei wurde 1882 bis 1883 am ehemaligen Thüringer Güterbahnhof erbaut. Sie entstand nach den Plänen der Architekten Hanner und Hering, die auf den Bau von Mälzereien und Brauereien, wie der Bergschloss-Brauerei in Berlin, spezialisiert waren. Anfangs wurden 140.000 Zentner Malz jährlich verarbeitet. 1889 erfolgte eine Vergrößerung der Fabrikfläche um jährlich 200.000 Zentner verarbeiten zu können. Bis 1960 wurde in der Fabrik Malz produziert. Die Fabrik diente mit den Hallen und dem Kellergewölbe später SGB Schuh- und Lederwaren Halle als Lager. Nach der Wende standen die Gebäude leer bis im Jahr 2007 ein Teilbereich saniert und für ein Fitnessstudio hergerichtet wurde. Ab dem Jahr 2012 wurden in dem Fabrikgebäude 73 Wohneinheiten eingerichtet.
Das Gebäude zählt zu den bedeutenden Zeugnissen der Backsteinarchitektur des 19. Jahrhunderts in Halle mit Direktorialgebäude im Neurenaissancestil. Die Malzfabrik steht unter Denkmalschutz und ist als Baudenkmal mit der Erfassungsnummer 094 11603 im Denkmalverzeichnis von Sachsen-Anhalt eingetragen.

## Gründer Bruno Reinicke
Gründer und Namensgeber der Malzfabrik war Bruno Reinicke (1844–1926). Er wuchs in Sangerhausen auf und besuchte die Franckeschen Stiftungen in Halle.
Bis mindestens 1925 war er persönlich haftender Gesellschafter. In Halle war er unter anderem Mitglied der dortigen Handelskammer
und Mitglied des Bezirkseisenbahnrates zu Erfurt.